# Myzeqe

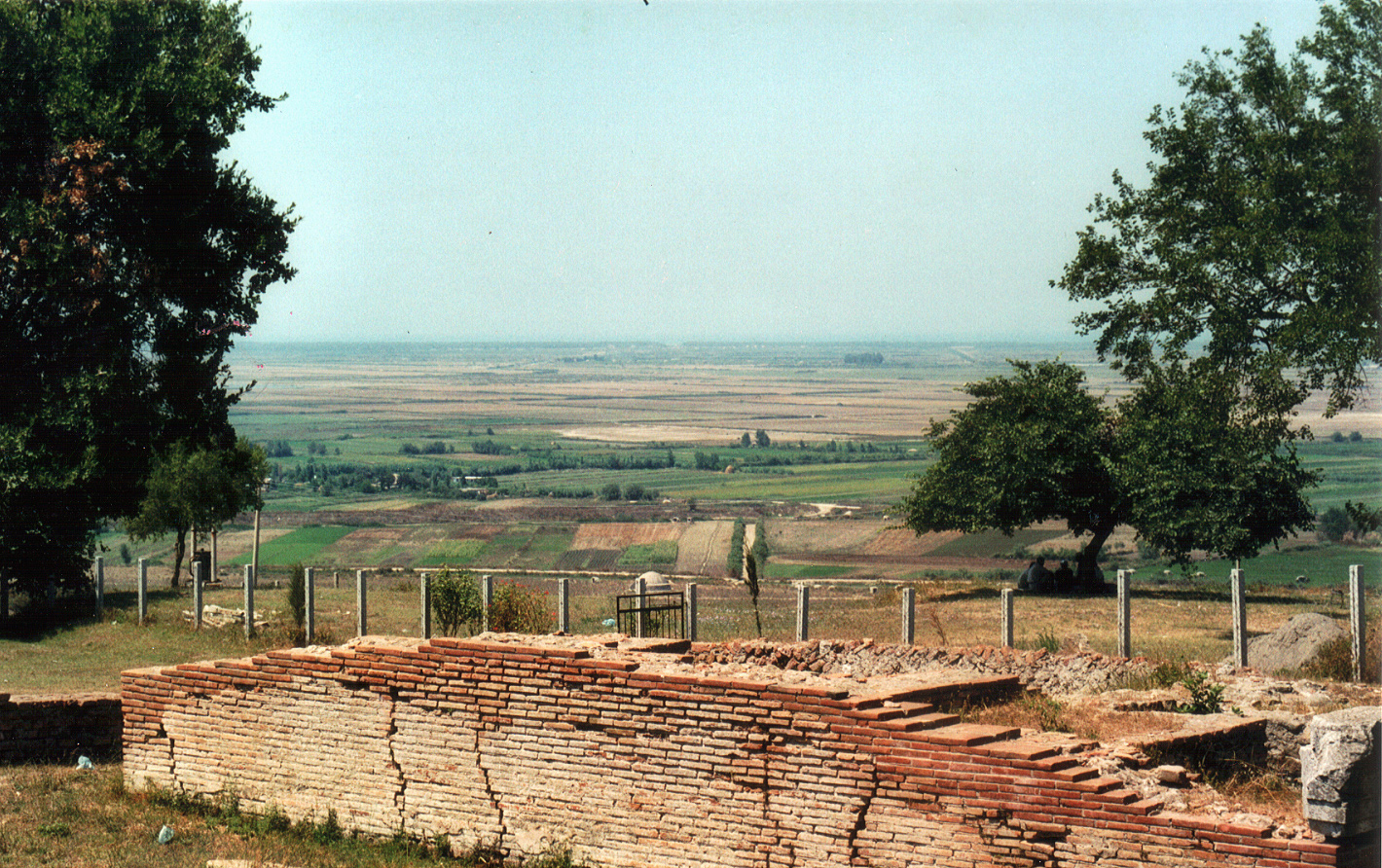
Câmpia Myzeqe, văzută din orașul antic Apollonia.

Myzeqe (în albaneză Myzeqeja; în aromână Muzachia) este o câmpie în Câmpia Vestică a Albaniei.

## Localizare
Câmpia Myzeqe este o câmpie aluvială extinsă, traversată de trei râuri principale: Shkumbin, Seman și Vjosë. Vjosë oferă o aproximație aproximativă a limitei sudice a Myzeqe, în timp ce Shkumbin este aproximativ limita sa nordică. Din punct de vedere administrativ, regiunea se află în principal în districtele Lushnjë și Fier.
Alți termeni precum Myzeqeja e Vogël (Micul Myzeqe), Myzeqeja e Beratit (Myzeqe-ul Beratului) sau Myzeqeja e Vlorës (Myzeqe-ul Vlorës) sunt folosiți pentru a indica respectiv partea Fier a regiunii și părți mici care se află în districtele adiacente Berat și Vlorë. Se întinde pe 65 km de la nord la sud și 50 km de la est la vest, cu o suprafață totală de aproximativ 1350 de kilometri pătrați. Cea mai veche populație care a locuit câmpia Myzeqe este tribul albanez al Lalë.

## Toponimie
Numele regiunii provine din perioada medievală și este dat după familia conducătoare Muzaka (1280 – 1600), care a stăpânit zona. Toponimul este înregistrat pentru prima dată ca Musachia în 1417.

## Istorie
În antichitate, colonia greacă Apollonia a fost fondată în apropierea coastei. Situl Apollonia se afla pe teritoriul Taulanților, un grup de triburi ilire care au rămas strâns legate de așezare timp de secole și au trăit alături de coloniștii greci. Taulanții au controlat o mare parte din câmpia Myzeqe în antichitatea clasică.
În Evul Mediu, a fost condusă de diverse familii nobiliare albaneze, inclusiv familiile Skuraj și Muzaka. În diferite perioade, a fost inclusă în Imperiul Bizantin și în Imperiul Bulgar, adesea cu familiile conducătoare locale servind ca vasali ai conducătorilor imperiului. În Myzeqe sunt prezente numeroase toponime de origine slavă.
La sfârșitul secolului al XIII-lea, zona a intrat sub stăpânirea Regatului Albaniei angevin, oficial catolic și legat de Franța. La început, relațiile au fost proaste între conducătorii regatului și nobilimea locală, iar uneori nobilimea, cum ar fi Gjin Muzaka, a colaborat cu bizantinii împotriva regatului. Cu toate acestea, cu timpul, casa locală Muzaka a ajuns să considere familia regală angevină a Albaniei ca aliați și protectori, mai ales pe măsură ce amenințarea expansiunii sârbești creștea, și a devenit mai loială față de ei. Li s-au acordat titluri, pe măsură ce regiunea a fost influențată de stilul occidental al feudalismului. În același timp, angevinii au permis conducătorilor locali să își păstreze credința ortodoxă. În 1318, Andrea I Muzaka a devenit primul albanez ortodox care a fost general-șef al armatei regatului, iar Muzaka au jucat un rol în bătăliile regelui Carol împotriva sârbilor. În alte conflicte, Muzaka au trecut din nou de partea Bizanțului, Andrea II Muzaka fiind onorat pentru serviciul său adus cauzei bizantine în 1335, după ce a învins o armată sârbă în munții Baba, lângă Bitola. Resturile controlului bizantin asupra regiunii s-au prăbușit în timpul războiului civil bizantin din 1341-1347, creând o oportunitate de care a profitat conducătorul sârb Stefan Dushan, în detrimentul Regatului Albaniei.
La mijlocul secolului al XIV-lea, regiunea a fost cucerită de Ștefan Dușan al Serbiei, dar controlul Țaratului Sârb asupra regiunii nu a durat mult, deoarece familiile locale și-au reafirmat controlul. Patru decenii mai târziu, Bătălia de la Savra (așa cum era cunoscută una dintre câmpiile Myzeqe în Evul Mediu) a marcat ascensiunea Imperiului Otoman în regiune. În secolul al XV-lea, familia Muzaka și alți lorzi albanezi locali s-au alăturat Ligii de la Lezha a lui Skanderbeg pentru a încerca să stăvilească dominația tot mai mare a otomanilor, dar după un lung conflict, Myzeqe, precum și Albania în ansamblu, au ajuns definitiv sub stăpânire otomană până la începutul secolului al XX-lea. Unii dintre conducătorii albanezi locali, precum și o parte a populației, au fugit în țări străine, dar unii dintre conducători au rămas și s-au integrat în aparatul de putere otoman.
În secolul al XVIII-lea, Ali Pașa din Ioannina a condus un despotat extins care cuprindea mari porțiuni din Albania, Macedonia și Grecia și a obținut pentru o perioadă independența de facto față de centrul de putere otoman. Cu toate acestea, în cele din urmă, Myzeqe, precum și restul Albaniei de Sud, au fost readuse sub control otoman.
În perioada otomană târzie, Myzeqeja avea o rată ridicată de malarie, așa cum era în general valabil pentru zonele mai umede din regiunea mai largă în acea perioadă.
În 1835, regiunea s-a ridicat la revoltă împotriva guvernului otoman, rebelii au obținut victorie după victorie, dar din cauza liderilor corupți, rebeliunea a eșuat. În 1837, regiunea s-a revoltat din nou, dar a fost rapid înfrântă de otomani.
În secolul al XX-lea, regiunea a fost inclusă în Albania nou independentă. Mijlocul secolului a adus schimbări masive regiunii, deoarece un număr mare de refugiați albanezi geamizi din Grecia au fost stabiliți aici, iar zonele sale umede au fost rapid drenate și industrializate sub comunism, transformând-o în „grânarul” Albaniei.

## Populație
Myzeqe a fost locuită din punct de vedere istoric de Lalë, un trib albanez local. Familia medievală Muzaka era înrudită cu acest trib, după cum indică numele strămoșului său, Lal Muzhaqi. În perioada otomană, au avut loc o serie de așezări albaneze în câmpia Myzeqe, în special din regiunile vecine Toskëria și Labëria. Începând cu sfârșitul secolului al XVIII-lea, un mic grup de aromâni din regiunea Korçë s-a stabilit, de asemenea, în regiune. În prima jumătate a secolului al XX-lea, refugiați din Kosovo și Sandžak au venit, de asemenea, în regiune după ce a fost anexată de Serbia și Muntenegru și apoi inclusă în Iugoslavia.
Aceste valuri de așezări marchează Myzeqe ca fiind zona unde se întâlnesc toate subgrupurile albaneze: gheg, tosk și lab.[3] Majoritatea locuitorilor sunt albanezi, dar există vlahi stabiliți în principal în orașul Divjakë și în unele sate din Fier, precum și câțiva romi și bosniaci asimilați lingvistic din Libofshë. Toți oamenii din regiune sunt numiți Myzeqarë („Oameni din Myzeqe”), termen utilizat pe scară largă din punct de vedere geografic.
Myzeqe este notabilă prin componența sa religioasă, fiind una dintre puținele regiuni destul de mari din Albania unde o majoritate a locuitorilor a rămas creștină ortodoxă pe tot parcursul dominației otomane. În secolul al XIX-lea, Fier a devenit un centru economic și comercial al câmpiei Myzeqe, care consta din așezări și sate mici populate de albanezi de confesiune ortodoxă și musulmană și de aromâni. În perioada independenței albaneze, statisticile arată că în jurul Fierului, aproximativ 65% din populație era creștină, în timp ce în Lushnja numărul creștinilor și al musulmanilor era comparabil. În timpul secolului al XX-lea, mulți albanezi geamizi de origine musulmană au fost stabiliți în Myzeqe din cauza Expulzării albanezilor cham. În plus, în Libofshë, unii dintre locuitori sunt bosniaci care s-au stabilit în sat la începutul anilor 1920 și s-au asimilat lingvistic și s-au integrat.

## Economie
Această regiune este proeminentă pentru potențialul său agricol, care nu a fost întotdeauna utilizat. Majoritatea câmpurilor de astăzi erau practic mlaștini și terenuri pustii până după cel de-al Doilea Război Mondial. Acest lucru a cauzat migrația sezonieră a populației. După cel de-al Doilea Război Mondial, guvernul comunist a lansat campanii masive de drenare a zonei. În urma creșterii potențialului agricol, regiunea a câștigat o importanță semnificativă. De atunci, Myzeqe a fost numit „grânarul Albaniei”. O industrializare considerabilă în jurul Fierului a devenit proeminentă în timpul regimului comunist din Myzeqeja, deși declinul industrial a început după prăbușirea regimului comunist albanez între 1990-1992. În prezent, câmpia Myzeqe este o regiune importantă pentru industria petrolieră a Albaniei, pe lângă agricultură.